# Протесты против независимости Косова (2008)
Акции протеста против независимости Косова проходили на протяжении нескольких дней в Сербии сразу после её провозглашения 17 февраля 2008 года в Приштине в 15:00 местного времени. Главными мишенями протестующих были посольства США и европейских стран, признавших независимость Косова в Белграде и блокпосты НАТО на границе Косова и Центральной Сербии.

## Предыстория
В 1999 году НАТО для прекращения межэтнических столкновений провела воздушную операцию против Югославии, длившуюся 78 дней. Она закончилась выводом сербских войск из Косова и введением контингента ООН и НАТО KFOR. Многие сербы бежали из края. К 2006 году 90 % населения Косова составляли албанцы и лишь 7 % — сербы. Все это время территория находилась под протекторатом ООН, юридически — под контролем Сербии. В начале 2007 года начались переговоры о дальнейшей судьбе края при посредничестве Мартти Ахтисаари, который разработал план, ведущий к независимости Косова. Против этого решительно выступали Сербия и Россия. В середине 2007 года начались 120-дневные переговоры. Сербская сторона предложила Косову обширную автономию, однако руководители Косова Хашим Тачи и Фатмир Сейдиу соглашались только на независимость края от Сербии. Переговорный процесс провалился, как и последующее голосование в Совбезе ООН из-за предупреждения России о наложении вето на любое решение, ведущее к независимости Косова. Тогда решение о независимости Косова возложили на Евросоюз. Евросоюз обещал определиться весной 2008 года, однако косовары опередили события и в середине февраля заявили, что независимость будет провозглашена 17 февраля. В 15:00 по местному времени 17 февраля парламент Косова единогласно проголосовал за принятие декларации о независимости Косова. При этом сербские депутаты (имеющие 10 мест) отказались в тот день присутствовать в парламенте.

## Реакция международного сообщества и Белграда
Через десять минут после этого в Белграде выступил премьер-министр Сербии Воислав Коштуница. Он сказал, что Сербия никогда не признает независимости Косова и расценивает его как «фальшивое государство». Вечером того же дня сербский парламент аннулировал декларацию о независимости Косова, принятую парламентом края. Россия созвала экстренное заседание Совбеза ООН, которое состоялось вечером 18 февраля (23:00 по московскому времени). Однако мнения на нём разделились, и общего решения проблемы Совбез не выработал.
В течение нескольких дней Косово признали США, Франция, Великобритания, Италия, Германия, Эстония, Латвия, Бельгия, Турция, Албания и другие страны. В ответ на это Сербия отозвала своих послов из США, Великобритании, Франции, Германии и Италии. Лидер Сербской радикальной партии Томислав Николич, выступая в парламенте, призвал порвать дипломатические отношения с США. Не признали независимость Косова Россия, Сербия, Испания, Кипр, Греция, Словакия, Китай и ещё ряд государств.

## 17 февраля
Вечером 17 февраля около двух тысяч в основном молодых людей собрались у посольства США в Белграде. После непродолжительного мирного митинга они предприняли попытку его захватить, стали закидывать камнями полицейских, плотными кордонами охраняющих здание, и выбивать стекла. Часть манифестантов направилась к посольству Словении и разгромила его. Пострадали также два ресторана McDonalds. Всего в ту ночь в столкновениях с полицией пострадали 35 человек.
В то же время на сербско-косовской границе около 1000 резервистов сербской армии перешли границу и вступили в потасовку с косовской полицией, однако косоварам все же удалось отогнать сербов.

## 18 февраля
Вечером 18 февраля беспорядки в столице Сербии возобновились. Несколько тысяч человек вновь пытались прорваться к посольству США, закидывали полицейских бутылками и выбивали витрины магазинов.
Также митинги против отделения Косова прошли в двух сербских анклавах — Митровице и Грачанице, во втором крупнейшем городе Сербии Нови-Саде. Отделения от Боснии и Герцеговины потребовали жители столицы Республики Сербской Бани-Луки на марше протеста.

## 19 февраля
19 февраля несколько сотен косовских сербов напали на пограничные блокпосты НАТО и сожгли их. К границе стянулись миротворческие войска НАТО. Их митингующие забросали ручными гранатами.

## 21 февраля
На 21 февраля была запланирована масштабная акция протеста против отделения Косова. Акция была общенациональной — были отменены занятия в школах, все билеты на поезда в Белград сделали бесплатными. В 17:00 на площади перед парламентом Сербии — Скупщиной — собралось около 150 тысяч человек. Перед митингующими выступили Воислав Коштуница, Томислав Николич, сербский режиссёр Эмир Кустурица и другие известные деятели Сербии. После того, как митинг закончился, большинство людей потянулось к собору св. Саввы, где должен был пройти молебен за спасение сербского народа в Косове. Несколько тысяч человек пошли к посольству США. Третья попытка взять здание оказалось успешной. После непродолжительного штурма около 300 человек ворвались в здание, стали жечь американские флаги, выбивать стекла и выбрасывать мебель на улицу. Здание было подожжено. Часть демонстрантов направилась к посольствам стран, уже признавших независимость Косова: Турции, Хорватии, Боснии и Герцеговины, Канады, Великобритании и Бельгии, которые были закиданы камнями. Через час к месту событий прибыла полиция, и произошли массовые столкновения митингующих и стражей правопорядка. Всего в столкновениях с полицией пострадало около 150 человек, 1 погиб. Решительно осудили беспорядки власти Сербии и Россия, США направили ноту протеста.
Незадолго до этого в Митровице прошел митинг протеста. Протестующие направились к границе Сербии и Косова и жгли покрышки. Сербские резервисты забросали НАТОвцев бутылками с зажигательной смесью. В Баня-Луке также произошли столкновения полиции с манифестантами после того, как боснийские сербы пытались прорваться к зданиям диппредставительств США и Франции.

## 22 февраля
На студенческий митинг в Косовска-Митровице приехали студенты и преподаватели государственных университетов Белграда, Нови-Сада, Баня-Луки (республика Српска, Босния и Герцеговина), Ниша, Крагуеваца, Нови-Пазара; люди из разных городов и бывших республик Югославии.
Несмотря на большое стечение народа и усиленный наряд полиции, беспорядков в этот день не наблюдалось.

## 23 февраля
В сербской части Косовска-Митровицы шестой день проходят митинги под лозунгом «Косово — это Сербия».

## 26 февраля
26 февраля в столице Республики Сербской Баня-Луке прошел масштабный митинг против независимости Косова и с требованиями отделения от Боснии и Герцеговины. После митинга, в котором участвовало около 20 тыс. человек, демонстранты направились к диппредставительству США. В столкновениях с полицией, не пустившей митингующих к зданию, было ранено несколько человек с обеих сторон.

## 14 марта
14 марта косовские сербы, протестующие против независимости края, приступили к действиям и захватили здание албанского суда. Здание штурмовало около 200 человек и они удерживали здание 3 дня. 17 марта усиленные войска ООН в количестве 500 человек отбили здание и арестовали 53 человека. Однако когда арестованных перевозил конвой ООН, на него напала толпа сербов и закидала камнями, бутылками с зажигательной смесью, гранатами. Всего оказались ранены 42 военных и сильно повреждены 2 машины. После этого войскам ООН было приказано покинуть сербский анклав на севере края. В ночь на вторник один украинский миротворец скончался.

## Акции протеста в других странах
- 16 февраля Белорусское отделение НБП и движение «За Союз и Коммунистическую партию Союза» (СКПС) провели в Минске недалеко от сербского посольства пикет против отделения Косова[10]

- 19 февраля возле посольства Сербии в Киеве состоялся митинг в поддержку сербского народа «Сердце Сербии — Косово», организованный Сербской общиной Украины «Святой Савва».
- 22 и 23 февраля акции протеста прошли в двух крупнейших городах Греции — Салониках и Афинах. Противники отделения Косова потребовали от властей Греции ни в коем случае не признавать независимость края.
- 23 февраля ДПНИ провело митинг против отделения Косова в Москве напротив МИДа. Также участники собирали подписи в поддержку независимости Абхазии и Южной Осетии.
- 23—24 февраля акции протеста прошли и в США. Самая массовая демонстрация прошла в центре Чикаго. На центральную площадь города вышли десятки местных жителей, выступивших против позиции США.[11].
- 24 февраля в Вене достаточно мирно прошёл митинг протеста, в котором участвовало от 5 до 10 тыс. человек. Четыре человека арестованы, двое полицейских были вынуждены обратиться за медицинской помощью. Американское посольство предусмотрительно было оцеплено австрийской полицией[12].
- 29 февраля в Днепропетровске (Украина) состоялся митинг в поддержку Сербии, организованный Сербской общиной Украины «Святой Савва».
- 27 апреля в Москве прошла масштабная акция поддержки сербского народа «Сербский марш». На нём присутствовали представители сербских антизападных партий, а также брат Слободана Милошевича Борислав[13]. В шествии приняло участие около 700 человек.